# マルコ・ルス
マルコ・ルス（Marco Russ 、1985年8月4日 - ）は、西ドイツ・ハーナウ出身の元サッカー選手。現役時代のポジションは、ディフェンダー(CB)。

## 経歴
1996年、アイントラハト・フランクフルトの下部組織に入団。2004年にトップチームデビュー。
2011年7月、フランクフルトの2. ブンデスリーガ降格に伴い、VfLヴォルフスブルクに移籍した。
2012-13シーズン冬、ヴォルフスブルクからフランクフルトにレンタルで復帰し、2013年6月に完全移籍。UEFAヨーロッパリーグ 2013-14では8試合に出場し、9月のFCジロンダン・ボルドー戦でトランクイロ・バルネッタのコーナーキックに頭で合わせ3-0の勝利に貢献した。
2016年5月、ドーピング検査を受けた際にヒト絨毛性ゴナドトロピン(hCG)が検出された。このホルモン物質はアナボリックステロイドを服用した時か癌を発症しているときに生産される。医師による精密検査の結果、悪性腫瘍を発症していることが判明した。しかしルスは翌日1.FCニュルンベルクとの入れ替え戦に出場した。この試合は自身のオウンゴールにより1-1で引き分けた。
長い闘病生活の後、2017年2月27日のDFBポカール・アルミニア・ビーレフェルト戦で9ヶ月ぶりに復帰を果たした。
2019-20シーズン終了をもって現役を引退した。

## タイトル
アイントラハト・フランクフルト
- DFBポカール:2017-18